# Notropis mekistocholas
Notropis mekistocholas (thường gọi trong tiếng Anh là Cape Fear shiner) là một loài cá vây tia trong họ Cyprinidae. Đây là loài đặc hữu của miền trung bang North Carolina ở đông nam Hoa Kỳ và chỉ tìm thấy ở các con suối nông của lưu vực sông Cape Fear. Loài cá này nhỏ và có màu vàng với môi đen và một dải đen chạy dọc theo giữa mình nó.
Đây là loài cực kỳ nguy cấp do có số lượng ít và môi trường sống bị hủy hoại do việc xây dựng đập nước và tình trạng ô nhiễm.
N. mekistocholas được phát hiện năm 1962 và đã được mô tả là một loài riêng biệt bởi Franklin F. Snelson, Jr. vào năm 1971. Tên loài (mekistocholas) xuất phát từ tiếng Hy Lạp mēkistos/μηκιστος - 'dài nhất' (từ so sánh nhất của mēkos/μηκος - dài) và...cholas/χολας. Loài cá này thuộc về họ Cyprinidae, và thuộc chi Notropis.